# (14708) Slaven
(14708) Slaven est un astéroïde de la ceinture principale.

## Description
(14708) Slaven est un astéroïde de la ceinture principale. Il fut découvert le 2 février 2000 à Socorro (Nouveau-Mexique) par le projet LINEAR. Il présente une orbite caractérisée par un demi-grand axe de 2,24 UA, une excentricité de 0,23 et une inclinaison de 3,3° par rapport à l'écliptique.

## Compléments